# Jean Fortuné Boüin de Marigny
Jean Fortuné Boüin de Marigny   (Châtellerault, 6 de maig de 1766 - Angers, 4 de desembre de 1793) fou un general de la Revolució francesa.

## Biografia
Cosí de Benoit-Jean-Gabriel-Armand de Ruzé d'Effiat, Bouin de Marigny es va incorporar a l'escola militar de Vendôme el 1781 i es va convertir en un segon tinent de cavalleria en el regiment de caçadors de les Cévennes, després en el regiment de caçadors a cavall a Bretanya, el 1788.
Capità el 1792, comandant de la Legió dels Francs formada per ell al setge de Magúncia, cap d'esquadra el 1793, va sortir els dies 7, 17 i 18 de maig, va entrar a Marienborn la nit del 30 al 31 de maig i el va evacuar. Va atacar Bretzenheim el 4 de juny, va derrotar els genets lleugers del regiment saxon curonià el 9 de juny i va atacar el poble de Sainte-Croix l'endemà. Va intentar reprendre el reducte de Weisenau pres el dia anterior pels prussians el 29 de juny i va ser nomenat cap de brigada l'endemà.
El 7 de juliol, va intentar en va retirar la fletxa de Zahlbach, després es va dirigir a Vendée després de la caiguda de Magúncia. Carregat amb el comandament de les tropes de Nantes a Paimboeuf el 21 d'octubre, va ser ascendit a general de brigada i comandant de la infanteria lleugera de la divisió Kléber el 24 d'octubre de 1793.
Va morir per una bola de canó a Durtal durant el setge d'Angers.
A la seu d'Angers, va capturar el general vendeà Richard. Marigny, reconeixent el coratge del seu oponent, decideix deixar-lo alliberat immediatament. En reconeixement d'aquest acte, els Vendeans van alliberar dos dels seus presos i els van donar les gràcies. A les seves memòries, el marquès de La Rochejaquelein expressa la pena que va sentir quan van saber de la mort de Marigny.